# District de Waitomo
Ne doit pas être confondu avec Waitomo.

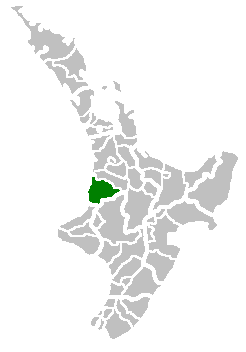
Localisation du district de Waitomo sur une carte de l'île du Nord

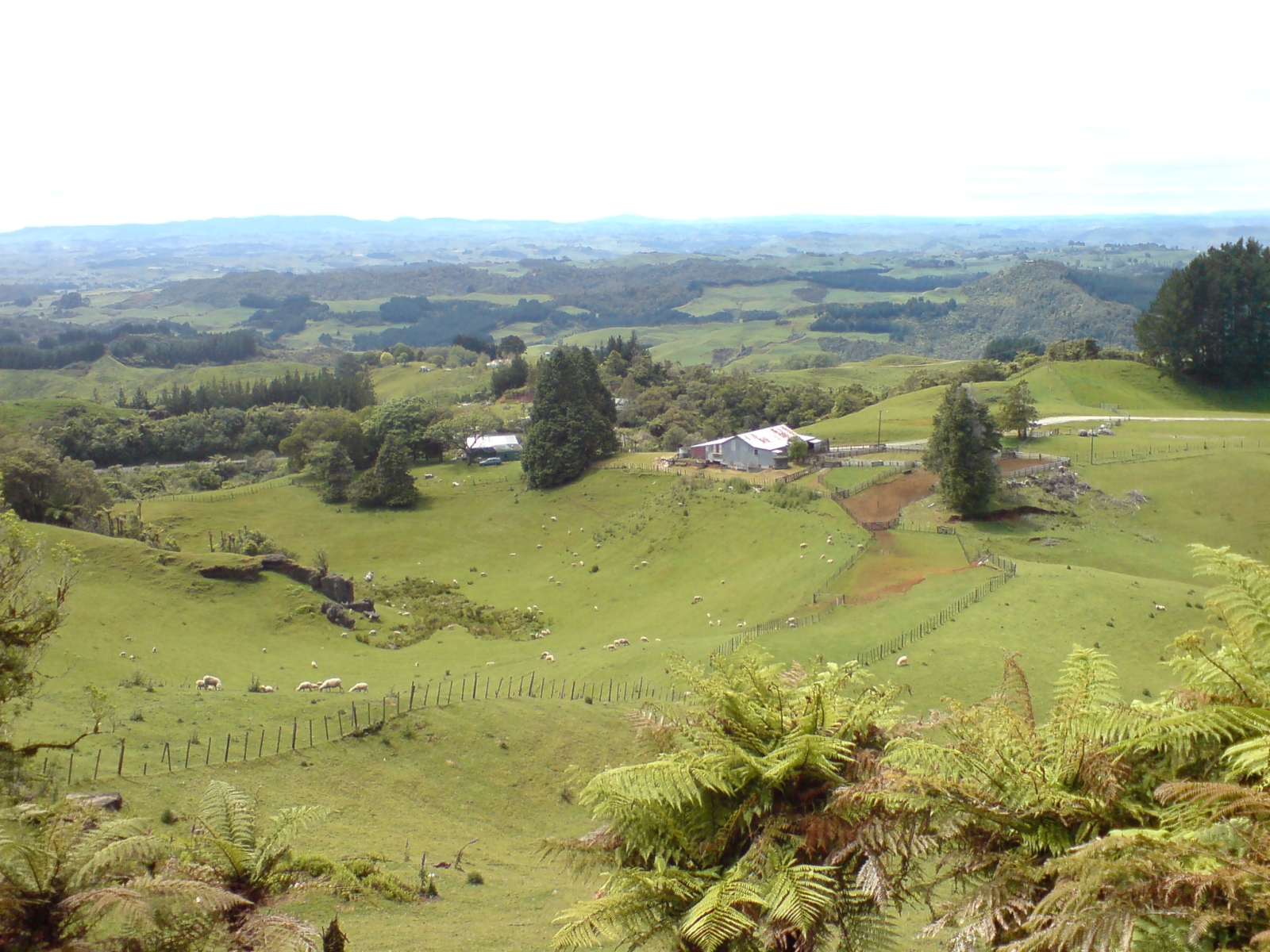
Une ferme dévouée à l'élevage de moutons

Le district de Waitomo se situe dans le nord du King Country, dans l'île du Nord de la Nouvelle-Zélande. La plus grande partie se situe dans la région du Waikato, sauf le village de Tiroa, qui fait partie de la région de Manawatu-Wanganui.
Le district, qui s'étend sur 3 546,76 km2 (dont seulement 5,13 % fait partie de Manawatu-Wanganui), est très rural, les terres étant pour la plupart dévouées à l'industrie laitière. Sa population totale lors du recensement de 2006 est de 9 441 habitants, dont 4 419 à Te Kuiti, siège du conseil du district. Il n'y a aucun autre village dépassant les 500 habitants. Les Maori comptent pour 39 % de la population totale.
À part l'industrie laitière, l'économie est basée sur l'élevage de moutons, la sylviculture et les carrières de calcaire.
Il est connu pour ses multiples cavernes, dont les cavernes de karst de Waitomo, à 12 km au nord-ouest de Te Kuiti.